# Solomon Mamaloni
Solomon Mamaloni (1943 - 11 de enero de 2000) fue un político de las Islas Salomón, que ocupó en tres ocasiones el cargo de primer ministro: del 31 de agosto de 1981 al 19 de noviembre de 1984, del 28 de marzo de 1989 al 18 de junio de 1993 y del 7 de noviembre de 1994 al 27 de agosto de 1997.
Fue el líder del Partido Progresista del Pueblo desde la década de 1970 hasta 1997. En septiembre de 1998 fue elegido líder de la oposición, remplazando a Job Dudley Tausinga. Permaneció como líder opositor hasta su muerte.
| Predecesor: Peter Kenilorea | Primer ministro de las Islas Salomón 1981 - 1984 | Sucesor: Peter Kenilorea |

| Predecesor: Ezekiel Alebua | Primer ministro de las Islas Salomón 1989 - 1993 | Sucesor: Francis Billy Hilly |

| Predecesor: Francis Billy Hilly | Primer ministro de las Islas Salomón 1994 - 1997 | Sucesor: Bartholomew Ulufa'alu |